# Parafia Matki Boskiej Anielskiej w Przyworach
Parafia Matki Boskiej Anielskiej – rzymskokatolicka parafia położona przy ulicy Wiejskiej 88 A w Przyworach. Parafia należy do dekanatu Kamień Śląski w diecezji opolskiej. 

## Historia parafii
Parafia została erygowana 2 sierpnia 1981 roku. Kościół parafialny wybudowano w 1923 roku.
Proboszczem parafii jest ksiądz Tomasz Jałowy.

## Zasięg parafii
Na terenie parafii zamieszkuje 1368 osób, zasięgiem duszpasterskim obejmuje ona miejscowości:
- Przywory,
- Miedziana.

### Inne kościoły, kaplice i klasztory
- Kościół bł. Bronisławy w Miedzianej.

### Szkoły i przedszkola
- Publiczne Przedszkole w Przyworach.[3]

## Duszpasterze

### Proboszczowie po 1945 roku
- ks. Józef Kaczmarczyk.[3].
- ks. Tomasz Jałowy,